# Back at 'Cha!
| Recensione | Giudizio |
| ---------- | -------- |
| AllMusic   |          |

Back at 'Cha! è l'ultimo album del duo soul statunitense Sam & Dave, pubblicato dalla casa discografica United Artists Records nel 1975.

## Tracce

### LP
Lato A
1. Come into My Life – 3:16 (Jimmy Cliff)
2. When My Love Hand Comes Down – 2:56 (Pam Sawyer, Gloria Jones)
3. A Little Bit of Good (Cures a Whole Lot of Bad) – 2:28 (Gary Dalton, Kent Dubarri)
4. There's a Party in My Heart – 2:29 (Mentor Williams, Tom Jans, Will Jennings)
5. Under the Boardwalk – 5:05 (Arthur Resnick, Kenny Young)

Lato B
1. Shoo Rah, Shoo Rah – 3:08 (Allen Toussaint)
2. Queen of the Ghetto – 3:00 (Charles Richard Cason)
3. Blinded by Love – 4:18 (Allen Toussaint)
4. Give It What You Can – 3:36 (Steve Cropper, Carl Marsh, Jimmy Tarbutton)
5. Don't Close the Curtain (Before You See the Play) – 5:11 (Steve Cropper)

## Musicisti
Come into My Life
- Sam Moore – voce
- Dave Prater – voce
- Steve Cropper – chitarra
- Jimmy Tarbutton – chitarra
- Marvell Thomas – organo
- Duck Dunn – basso
- Al Jackson – batteria

When My Love Hand Comes Down
- Sam Moore – voce
- Dave Prater – voce
- Steve Cropper – chitarra
- Marvell Thomas – piano
- Jim Horn – sassofono baritono, sassofono alto
- Duck Dunn – basso
- Willie Hall – batteria

A Little Bit of Good (Cures a Whole Lot of Bad)
- Sam Moore – voce
- Dave Prater – voce
- Steve Cropper – chitarra
- Marvell Thomas – clavinet elettrico
- Jim Horn – sassofono baritono, sassofono alto
- Duck Dunn – basso
- Willie Hall – batteria

There's a Party in My Heart
- Sam Moore – voce
- Dave Prater – voce
- Steve Cropper – chitarra
- Marvell Thomas – piano
- Duck Dunn – basso
- Al Jackson – batteria

Under the Boardwalk
- Sam Moore – voce
- Dave Prater – voce
- Steve Cropper – chitarra
- Jimmy Tarbutton – chitarra
- Marvell Thomas – piano
- Duck Dunn – basso
- Al Jackson – batteria
- Wayne Jackson (The Memphis Horns) – tromba
- Andrew Love (The Memphis Horns) – sassofono tenore
- Ed Logan (The Memphis Horns) – sassofono tenore
- Jack Hale (The Memphis Horns) – trombone
- James Mitchell (The Memphis Horns) – sassofono baritono
- Richard Cason – cori di sottofondo
- Billy Ray Charles – cori di sottofondo
- Leon Kittrell – cori di sottofondo
- Brooks Hunnicutt – cori di sottofondo
- Patricia Coulter – cori di sottofondo
- Brenda Gordon – cori di sottofondo
- Jennifer Warnes – cori di sottofondo

Shoo Rah, Shoo Rah
- Sam Moore – voce
- Dave Prater – voce
- Steve Cropper – chitarra
- Clarence McDonald – piano
- William Smith – clavinet
- Duck Dunn – basso
- Al Jackson – batteria

Queen of the Ghetto
- Sam Moore – voce
- Dave Prater – voce
- Steve Cropper – chitarra
- Michael Toles – chitarra
- Marvell Thomas – piano
- Duck Dunn – basso
- Al Jackson – batteria

Blinded by Love
- Sam Moore – voce
- Dave Prater – voce
- Steve Cropper – chitarra
- Michael Toles – chitarra
- Marvell Thomas – piano
- Jim Horn – sassofono baritono, sassofono alto
- Duck Dunn – basso
- Willie Hall – batteria

Give It What You Can
- Sam Moore – voce
- Dave Prater – voce
- Steve Cropper – chitarra
- Jimmy Tarbutton – chitarra
- Danny Kortchmar – chitarra
- Marvell Thomas – organo
- Carl Marsh – piano
- Duck Dunn – basso
- Paul Stallworth – basso
- Al Jackson – batteria

Don't Close the Curtain (Before You See the Play)
- Sam Moore – voce
- Dave Prater – voce
- Steve Cropper – chitarra
- Marvell Thomas – piano
- Jim Horn – sassofono baritono, sassofono alto
- Duck Dunn – basso
- Willie Hall – batteria

Note aggiuntive
- Steve Cropper – produttore
- Spencer Proffer – supervisore alla produzione
- Jerry Long – arrangiamento strumenti a corde
- Registrazioni effettuate al: Trans Maximus Sound Studios (Memphis, Tennessee) e al Clover Recorders (Hollywood, California)
- Ron Capone, Robert Appere e Jimmy Tarbutton – ingegneri delle registrazioni
- Norman Hot Shots Seeff – foto copertina album originale
- Bob Cato – art director e design copertina album originale
- Allen The Hand Levy – lettering copertina album[1]